# Rm (유닉스)
rm (remove의 축약)은 파일 시스템으로부터 파일을 삭제할 때에 사용되는 유닉스 명령어이다.

## 옵션
rm에 덧붙여 사용할 수 있는 옵션에는 다음과 같은 것이 있다.:
- -r, 디렉터리를 삭제한다, 하위의 내용을 먼저 삭제한다. (하위에 존재하는 파일이 남아있으면 안 되기 때문에) ("recursive", 재귀적으로)
- -i, 삭제를 할 때에 매번 삭제 여부를 사용자에게 묻는다. ("interactive", 대화식으로)
- -f, 존재하지 않는 파일을 무시하고 어떠한 확인 메시지도 보여주지 않는다. ("force", 강제로)
- -v, 삭제를 하는 동안 삭제되는 내용을 보여준다 ("verbose", 장황하게)

rm은 실수로 삭제되는 것을 방지하기 위해 "rm -i"으로 alias 하여 많이 사용한다. 이 경우 만약 이용자가 많은 양의 파일을 확인 없이 삭제하고자 할 때에는 -f 옵션을 붙여 사용한다. ("rm -i -f"와 같이 두 옵션을 모두 지정한 경우 뒤쪽의 옵션이 우선순위를 갖게 된다.)
rm -rf (또는, rm -rf /, rm -rf *, 등등)은 유닉스 재앙의 농담이나 비화에 많이 등장한다. 이들 명령이 슈퍼유저에 의해 루트 디렉터리에서 실행되게 되면 컴퓨터 파일 시스템 상의 쓰기 가능한 모든 파일이 삭제되는 그야말로 재앙이 일어난다.
rm은 종종 삭제된 파일의 목록을 공급하기 위해 xargs와 결합하여 사용한다:
```
xargs
 rm < filelist
```

rm이 심볼릭 링크에 사용될 때에는 링크는 삭제하지만 링크의 대상에는 영향을 미치지 않는다.

## 권한
일반적으로 거의 모든 파일시스템에서, 파일을 삭제하기 위해서는 그 파일의 부모 디렉터리에 파일 쓰기 권한이 있어야 한다. (더불어 일단 디렉터리에 들어가기 위해 실행 권한이 있어야 한다). (초심자에겐 혼란스럽겠지만, 파일 자체의 권한은 상관이 없다.)
디렉터리를 (rm -r)으로 삭제하기 위해선, 그 아래의 내용을 재귀적으로 모두 지워야 한다. 이것은 그 디렉터리를 쓰고 실행하는 권한을 요구하고 (만약 그것이 비어있지 않다면) 그리고 안의 서브 디렉터리들 역시 비워야 한다 (어떠한 것이든지). 이런 원리는 좀 재미있는 상황을 만들기도 하는데, 디렉터리가 비어있지 않고, 쓰기 권한이 없다면, 그 하위의 내용을 지울 수 없기 때문에 디렉터리를 지울 수 없는 반면에, 이 디렉터리가 비어있기만 하면, 디렉터리에 쓰기 권한이 없더라도 삭제할 수 있다.
만약에 파일이 디렉터리에 sticky bit세트와 함께 있다면, 그 때는 파일의 삭제를 위해 파일의 소유자가 수행해야 한다.

## 기타
썬은 솔라리스 10에서 "rm -rf /" 방지를 소개한다. 명령어를 실행하면서, 시스템은 / (루트 디렉터리)에 명령을 적용할 수 없다고 보고한다. GNU 코어 유틸리티의 6.4 버전 이후로는 기본값으로 되어 있는 --preserve-root 옵션이 주어진다면, GNU rm 은 rm -rf /의 실행을 거절한다.

## 같이 보기
- unlink(): 사용자 영역의 rm 명령에 의해 호출되는 시스템 콜
- del (명령어)
- deltree